# Jacques Bonnaffé
Pour les articles homonymes, voir Bonnaffé.
Jacques Bonnaffé est un acteur et metteur en scène français, né le 22 juin 1958 à Douai, sixième d'une famille de sept enfants. Ses parents travaillent dans l'enseignement.

## Biographie
Jacques Bonnaffé s'est formé au conservatoire de Lille, après avoir été lycéen à Douai (Nord) où il a pratiqué théâtre amateur et théâtre de rue.
À 20 ans, il débute au cinéma dans une réalisation d'Édouard Niermans : Anthracite.
Ses principaux rôles au cinéma ont été ceux qu'il a tenus dans les films de Jean-Luc Godard pour Prénom Carmen, Jean-Charles Tacchella dans Escalier C, Jacques Doillon dans La Tentation d'Isabelle, Philippe Garrel, René Féret pour Baptême puis Les frères Gravet, Jacques Fansten, Edwin Baily, Tonie Marshall pour Vénus Beauté (Institut), John Lvoff, Marcel Bluwal, Costa Natsis, Olivier Ducastel et Jacques Martineau dans Jeanne et le Garçon formidable puis Crustacés et Coquillages, Michel Deville, et Jacques Rivette dans Va savoir présenté au Festival de Cannes 2001, Michel Deville pour Un fil à la patte, Dominik Moll, Yolande Moreau, Christophe Otzenberger, Emmanuel Bourdieu, Alain Corneau, Jean-Marc Moutout, Frédéric Videau, Agnès Troublé, Martin Provost, Christian Carion, Emmanuel Courcol.
Jacques Bonnaffé poursuit parallèlement une carrière de théâtre avec de nombreux metteurs en scène issus du théâtre public : Gildas Bourdet, Christian Rist, Claude Stratz, Simone Amouyal, Alain Françon, Jean-François Peyret, Arnaud Meunier, Sandrine Anglade, Joël Jouanneau, Nathalie Richard, Denis Podalydès, Jean-Pierre Vincent, Véronique Bellegarde, Christian Schiaretti, Didier Bezace, Bernard Sobel, Thierry Poquet, Tiago Rodrigues, Jean-Michel Ribes, Frank Hoffman, Jacques Vincey,Yves Beaunesne.
Il se consacre aussi à la poésie et aux lectures publiques : Arthur Rimbaud, Jules Mousseron, Jack Kerouac ou des auteurs vivants tels que Jean-Pierre Verheggen Jacques Darras, Ludovic Janvier, Valérie Rouzeau, Dominique Sampiero, . Il monte et met en scène des auteurs contemporains : Joseph Danan, Daniel Cabanis, Jean-Christophe Bailly dans Chassez le naturel, duo-dansé. Pendant treize ans, il interprète en picard Cafougnette et l'Défilé avec « La Fanfare » d’après les histoires et les textes du poète-mineur Jules Mousseron, manifestant son attachement à la région natale, le Nord-Pas de Calais. Son équipe, Compagnie faisan, créée en 2005, a reçu le Molière de la compagnie 2009 pour L'Oral et Hardi.
En 2014 et 2015, il interprète Monseigneur Poileaux dans la série Ainsi soient-ils, unanimement saluée par la presse et pour laquelle il obtient en 2016 le prix du meilleur acteur décerné par l'ACS (Association des critiques de séries).
En 2016 il reçoit le prix Raymond-Devos de la langue française.
Sur France Culture il anime Jacques Bonnaffé lit la poésie émission quotidienne pendant quatre ans (jusqu'à 2019)
Il est le père de Léon Bonnaffé, acteur et auteur, qui fut formé à l'école du théâtre national de Strasbourg.

## Filmographie

### Cinéma

#### Longs métrages
- 1979 : Anthracite d'Édouard Niermans
- 1983 : Prénom Carmen de Jean-Luc Godard ; Joseph, le gardien de la banque
- 1984 : Paris vu par... 20 ans après : Canal Saint-Martin de Philippe Venault : Paul
- 1985 : Escalier C de Jean-Charles Tacchella : Claude
- 1985 : Blanche et Marie de Jacques Renard : Louis
- 1985 : Le Meilleur de la vie de Renaud Victor : Adrien
- 1985 : Elle a passé tant d'heures sous les sunlights de Philippe Garrel : le réalisateur
- 1985 : La Tentation d'Isabelle de Jacques Doillon : Bruno
- 1986 : Les Montagnes de la Lune (O Desejado ) de Paulo Rocha : Tiago
- 1986 : La Femme secrète de Sébastien Grall : Antoine
- 1987 : Résidence surveillée de Frédéric Compain : Jacky
- 1988 : Blancs cassés de Philippe Venault : Pierre
- 1989 : Baptême de René Féret : André Gravey
- 1990 : La Fracture du myocarde de Jacques Fansten : le professeur d'histoire
- 1990 : La Campagne de Cicéron de Jacques Davila : Hippolyte
- 1991 : Arthur Rimbaud, une biographie de Richard Dindo : voix du récitant du poème
- 1991 : Les Enfants du vent de Krzysztof Rogulski : Simon
- 1993 : Couples et amants de John Lvoff : Paul
- 1993 : Roulez jeunesse ! de Jacques Fansten : Bertrand
- 1993 : Faut-il aimer Mathilde? d'Edwin Baily : Jean-Pierre
- 1993 : La Place d'un autre de René Féret : docteur Vanacker
- 1996 : Les Frères Gravet de René Féret : Pierre Gravet
- 1996 : Capitaine au long cours de Bianca Conti Rossini : Hervé, capitaine Hervé
- 1997 : C'est pour la bonne cause de Jacques Fansten : Martineau
- 1997 : Lucie Aubrac de Claude Berri : Pascal
- 1997 : Tortilla y cinema de Martin Provost : un producteur
- 1998 : Jeanne et le Garçon formidable d'Olivier Ducastel et Jacques Martineau : François
- 1998 : Michael Kael contre la World News Company de Christophe Smith : le médecin chef
- 1999 : Le Plus Beau Pays du monde de Marcel Bluwal : Couperin
- 1999 : Le Sourire du clown d'Éric Besnard : le père Daniel
- 1999 : Innocent de Costa Natsis : Maxime
- 1999 : Vénus Beauté (Institut) de Tonie Marshall : Jacques
- 2001 : Va savoir de Jacques Rivette : Pierre
- 2002 : Les Diables de Christophe Ruggia : Doran
- 2002 : La Repentie de Laetitia Masson : Joseph
- 2004 : Quand la mer monte... de Gilles Porte et Yolande Moreau : le serveur de bord de mer
- 2004 : Un fil à la patte de Michel Deville : Fontanet
- 2005 : Crustacés et Coquillages d'Olivier Ducastel et Jacques Martineau : Mathieu
- 2005 : La Tourneuse de pages de Denis Dercourt : Monsieur Prouvost
- 2005 : Lemming de Dominik Moll : Nicolas Chevalier
- 2006 : Il a suffi que Maman s'en aille de René Féret : l'ami d'Olivier
- 2006 : Les Amitiés maléfiques d'Emmanuel Bourdieu : Professeur Mortier
- 2006 : Itinéraires de Christophe Otzenberger : le commandant Amado
- 2007 : Capitaine Achab de Philippe Ramos : Starbuck
- 2007 : Le Deuxième Souffle d'Alain Corneau : Pascal
- 2007 : La Fabrique des sentiments de Jean-Marc Moutout : André
- 2007 : Des Indes à la planète Mars de Christian Merlhiot et Matthieu Orléan : Auguste Lemaître
- 2009 : 36 vues du pic Saint-Loup de Jacques Rivette : Marlo
- 2010 : Derrière les murs de Julien Lacombe et Pascal Sid : Paul
- 2012 : À moi seule de Frédéric Videau : Yves Faroult
- 2013 : Spiritismes de Guy Maddin
- 2013 : Je m'appelle Hmmm d'Agnès Troublé : le père de Céline
- 2013 : Violette de Martin Provost : Jean Genet
- 2015 : Anton Tchekhov-1890 de René Féret : Souvorine
- 2015 : En mai, fais ce qu’il te plaît de Christian Carion : Roger
- 2015 : Fou d'amour de Philippe Ramos : le grand-vicaire
- 2016 : Stefan Zweig, adieu l'Europe de Maria Schrader : Georges Duhamel
- 2016 : Le Fils de Joseph d'Eugène Green : le paysan
- 2017 : L'Épopée des gueules noires, documentaire de Fabien Béziat et Hugues Nancy : commentaire[3]
- 2018 : Les Grands Squelettes de Philippe Ramos
- 2019 : Rêves de jeunesse d'Alain Raoust : le cycliste
- 2022 : Reprise en main de Gilles Perret : Bernard Richoux
- 2024 : En fanfare d'Emmanuel Courcol : Gilbert Woszniak

#### Courts métrages
- 1983 : Ballades de Catherine Corsini : Pierre
- 1986 : Les Paris du cœur de Jacques Richard
- 1989 : Le Goût de plaire d'Olivier Ducastel : Geoffroy
- 1993 : Ici, là ou ailleurs de Vincent Loury
- 1995 : Tour de rôles de Delphine Lemoine
- 1996 : Rien que des grandes personnes de Jean-Marc Brondolo
- 1997 : Peut être si j'en ai envie... de Marianne Basler
- 2002 : Après la pluie de Masa Savada
- 2002 : 2 x 2 versions de l'amour de Patricia Bardon
- 2003 : C'était pas la guerre : le père
- 2004 : L'ampleur de Smilowski[4], de Jean-Michel Compiègne et Yohan Laffort
- 2008 : Les Williams d'Alban Mench
- 2011 : Dédicace d'Olivier Chrétien : Antoine
- 2014 : La Honte nous survivra de Jean-Louis Nizon
- 2019 : Vincent avant midi de Guillaume Mainguet

### Télévision
- 1981 : Les Ecumeurs de Lille de Fernand Vincent (téléfilm) : Monsieur Marcel
- 1981 : La Scélérate Thérèse de Jean-François Claire (téléfilm)
- 1984 : Manipulations de Marco Pico (téléfilm) : Edmond
- 1985 : Mort carnaval de Daniel Van Cutsem (téléfilm) : inspecteur Berrutti
- 1986 : Cinéma 16 : Oscar et Valentin de François Dupont-Midy (série) : Alain Duval
- 1988 : Sueurs froides : À la mémoire d'un ange de Claire Devers (série) : l'amant de Laurence
- 1990 : Cinéma 16 : L'Invité clandestin de Michel Mitrani (série) : Bourgelin
- 1990 : Des voix dans la nuit - Les mains d'Orlac de Peter Kassovitz (téléfilm) : Orlac
- 1990 : L'Ami Giono : Ivan Ivanovitch Kossiakoff  de Fabrice Cazeneuve (mini série) : Jean Giono
- 1991 : Le Gang des tractions : L'Homme au chien de Josée Dayan (mini série) : Pierrot le fou
- 1992 : Police secrets : Un flic pourri de Josée Dayan (série) : inspecteur Claude Rongier
- 1993 : Légendes de la forêt viennoise d'André Engel (téléfilm) : Alfred
- 1994 : Jalna de Philippe Monier (mini série) : Maurice Vaughan
- 1994 : La Fille du roi de Philippe Triboit (téléfilm) ; Simon, le navigateur
- 1994 : Jules de Christian Palligiano (téléfilm) : Lucien
- 1995 : Arthur Rimbaud, l'homme aux semelles de vent de Marc Rivière (téléfilm) : Bardey
- 1996 : L'Histoire du samedi : L'Année du certif de Jacques Renard (téléfilm) : Paul Fontanes
- 1996 : L'Histoire du samedi : Le Sang du renard de Serge Meynard (téléfilm) : Séverin
- 1997 : Un petit grain de folie de Sébastien Grall (téléfilm) : Bernard Dufraisse
- 2002 : Au bout du rouleau de Thierry Binisti (téléfilm) : Georges Massy
- 2002 : Le Champ dolent, le roman de la terre d'Hervé Baslé (mini série) : Jules, jeune
- 2002 : L'Année des grandes filles de Jacques Renard (téléfilm) : Paul
- 2006 : Les Zygs, le secret des disparus de Jacques Fansten (téléfilm) : Laugier / Bébernard
- 2006 : Le Cri d'Hervé Baslé (mini série) : Jules Panaud
- 2009 : Le Commissariat de Michel Andrieu (téléfilm) : Xavier Vallat
- 2011 : La République des enfants de Jacques Fansten (téléfilm) : Célestin
- 2012 : Clemenceau de Olivier Guignard (téléfilm) : Raymond Poincaré
- 2013 : Drumont, histoire d'un antisémite français d'Emmanuel Bourdieu (téléfilm) : Edmond de Goncourt
- 2014 : Le Système de Ponzi de Dante Desarthe (téléfilm) : Zarossi
- 2014 -2015 : Ainsi soient-ils, saisons 2 et 3 (série) : Monseigneur Poileaux
- 2016 : La Tueuse caméléon de Josée Dayan (téléfilm) : docteur Ferrer
- 2017 : Sources assassines de Bruno Bontzolakis (téléfilm) : Commandant Garnier
- 2018 : Quand sort la recluse de Josée Dayan (téléfilm) : docteur Malempiat
- 2019 : Les Sauvages de Rebecca Zlotowski (mini série) : médecin chef général Lamarche-Vadel
- 2021 : Disparu à jamais (série) : le père de Guillaume
- 2023 : Adieu vinyle de Josée Dayan (téléfilm) : Commissaire Borel
- 2025 : La Rebelle : Les Aventures de la jeune George Sand (série) de Rodolphe Tissot : Duris-Dufresne
- 2025 : Capitaine Marleau, épisode L'Amiral de Josée Dayan : Gabin Vauthier

### Doublage

#### Cinéma

##### Films
- 1987 : Full Metal Jacket : le lieutenant Lockhart (John Terry)
- 1990 : À la poursuite d'Octobre rouge : Yuri (Artur Cybulski)
- 1995 : Usual Suspects : Verbal Kint (Kevin Spacey)
- 2000 : Insomnies : Geoffrey (Zach Grenier)
- 2000 : Intimité (Intimacy) : Victor (Alasthair Galbraith)
- 2001 : The Barber : Freddy Riedenschneider (Tony Shalhoub)

## Théâtre
- 1979 : Britannicus de Racine, mise en scène Gildas Bourdet, Théâtre de la Salamandre (Tourcoing)
- 1981 : Britannicus, tournée… Lyon TNP, Grenoble, Théâtre national de Strasbourg, Théâtre national de l'Odéon
- 1982 : Les Bas-fonds de Maxime Gorki, mise en scène Gildas Bourdet, Théâtre de la Salamandre (Tourcoing), Festival d'automne à Paris au Théâtre Gérard Philipe, tournée...
- 1983 : Casimir et Caroline d'Ödön von Horváth, mise en scène Hans Peter Cloos
- 1983 : Le Marchand de Venise de William Shakespeare, mise en scène Saskia Cohen-Tanugi
- 1985 : Le Legs et L'Épreuve de Marivaux, mise en scène Claude Stratz, Comédie de Genève, Théâtre Nanterre-Amandiers, Lépine et Frontin
- 1987 : Ni chair, Ni Poisson de Franz Xaver Kroetz, mise en scène Gilles Chavassieux
- 1987 : Hello and good bye de Athol Fugard, mise en scène John Berry, Théâtre Mouffetard
- 1988-1990 : Paris-Nord, attractions pour Noces et Banquets de Jacques Bonnaffé, avec Catherine Jacob, tournée...
- 1990 : La Veuve de Corneille, mise en scène Christian Rist, Théâtre de l'Athénée-Louis-Jouvet, Théâtre des Treize Vents, Théâtre national de Strasbourg et tournée...
- 1990 : La Fonction de Jean-Marie Besset, mise en scène Patrice Kerbrat, Studio des Champs-Elysées
- 1991 : Passages d'Arthur Rimbaud, mise en scène Jacques Bonnaffé. Tournée internationale.
- 1991 : Lettres d'Abyssinie d'Arthur Rimbaud, performance Jacques Bonnaffé
- 1991 : Ajax de Sophocle, mise en scène Christian Schiaretti
- 1992 : Du geste de bois de Jean-François Peyret, mise en scène Sophie Loucachevsky, Théâtre de l'Athénée-Louis-Jouvet
- 1992 : Dîner de textes, mise en scène Jacques Bonnaffé, Opéra Bastille
- 1992 : Légendes de la forêt viennoise d'Ödön von Horváth, mise en scène André Engel, MC93 Bobigny
- 1994 : Rien la vie de Yves Charnet, mise en voix Jacques Bonnaffé
- 1994 : Cafougnette et l'Défilé d'après Jules Mousseron, mise en scène Jacques Bonnaffé, tournée avec « La Fanfare » pendant 14 ans.
- 1995 : Inaccessibles Amours de Paul Emond, mise en scène Abbès Zahmani
- 1996 : Inaccessibles Amours de Paul Emond, mise en scène Abbes Zahmani, Théâtre de Nice Tournée...
- 1996 : Les Affaires du Baron Laborde de Hermann Broch, mise en scène Simone Amouyal
- 1997 : Tour de Piste de Christian Giudicelli, mise en scène Jacques Bonnaffé
- 1997 : Dans la compagnie des hommes d'Edward Bond, mise en scène Alain Françon, Théâtre national de la Colline
- 1998 : Comme des malades sessions de travail dirigées par Jacques Bonnaffé et Hervé Prudon, puis création, Théâtre de la Bastille
- 1999 : King de Michel Vinaver, mise en scène Alain Françon, Théâtre national de la Colline
- 1999 : Le Colonel Oiseau de Hristo Boytchev, mise en scène Didier Bezace Festival d’Avignon, Théâtre d'Aubervilliers
- 1999 : Fantomas de Patrice Gauthier et Édith Scob d'après Marcel Allain et Pierre Souvestre, Café de la Maroquinerie
- 2000 : Histoire naturelle de l'Esprit, conception et mise en scène Jean-François Peyret, MC93 Bobigny
- 2000 : 54 x 13 de Jean-Bernard Pouy, mise en scène Jacques Bonnaffé, Théâtre national de Bretagne, Théâtre de la Bastille, et tournée...
- 2001 : Une soirée Ch'ti autour de Michel Quint, lectures
- 2001 : Les Langagières 4, Comédie de Reims
- 2002 : Le Traitement de Martin Crimp, mise en scène Nathalie Richard, Théâtre national de Chaillot
- 2003 : Des chimères en automne ou l’Impromptu de Chaillot de Jean-François Peyret et Alain Prochiantz, mise en scène Jean-François Peyret, Théâtre national de Chaillot
- 2003 : Petit Eyolf d’Henrik Ibsen, mise en scène Alain Françon, Théâtre national de la Colline, Théâtre national de Strasbourg, tournée.
- 2004 : Petit Eyolf d’Henrik Ibsen, mise en scène Alain Françon, Théâtre national de la Colline reprise.
- 2004 : Orphée 2 L’Odyssée de Níkos Kazantzákis, Théâtre de l'Aquarium.
- 2004 : Le Banquet du faisan, 12 banquets littéraires proposés par Jacques Bonnaffé, Lille 2004, Théâtre national de la Colline,
- 2004 : Jacques two Jacques de Jacques Darras, mise en scène Jacques Bonnaffé, Théâtre de la Bastille, tournée…
- 2005 : Le Banquet du faisan, banquet littéraire proposé par Jacques Bonnaffé, Théâtre 71 de Malakoff
- 2005 : La Répétition des erreurs adapté de William Shakespeare, mise en scène Marc Feld, Théâtre national de Chaillot
- 2006 : Les Antilopes d'Heinig Mankell, mise en scène Jean-Pierre Vincent, Théâtre du Rond-Point, Théâtre La Criée
- 2006 : Hiver de Jon Fosse, mise en scène Gilles Chavassieux
- 2007 : Le Banquet francophone de Jacques Bonnaffé et Claude Duneton, La Comète Châlons-en-Champagne
- 2007 : L'Instrument à pression de David Lescot, mise en scène Véronique Bellegarde, tourné durant trois ans.
- 2007 : Le Mental de l’équipe d'Emmanuel Bourdieu et Frédéric Bélier-Garcia, mise en scène Denis Podalydès et Frédéric Bélier-Garcia, Maison de la culture d'Amiens
- 2007 : L'Oral et Hardi de Jean-Pierre Verheggen, mise en scène Jacques Bonnaffé, Maison de la Poésie,
- 2008 : Scènes d'hiver - Carnabal, Cabaret Sauvage
- 2008 : L'Oral et Hardi de Jean-Pierre Verheggen, mise en scène Jacques Bonnaffé, Maison de la Poésie. Tournée nationale et internationale pendant quatre ans.
- 2009 : Sous l'œil d'Œdipe de Joël Jouanneau d'après Sophocle, Euripide, mise en scène de l'auteur, Théâtre Vidy-Lausanne, Festival d'Avignon, Théâtre de la Croix-Rousse, MC2, tournée
- 2009 : L'Oral et Hardi de Jean-Pierre Verheggen au Théâtre de la Bastille
- 2010 : Sous l'œil d'Œdipe de Joël Jouanneau, mise en scène de l'auteur, Théâtre de la Commune, Théâtre national de Strasbourg, tournée
- 2011 : Le Problème de François Bégaudeau, mise en scène Arnaud Meunier, Théâtre du Nord, Théâtre du Rond-Point, Marigny, Comédie de Saint-Étienne
- 2011 : Le Babil des classes dangereuses de Valère Novarina, lecture dirigée par Denis Podalydès, Odéon-Théâtre de l'Europe
- 2011 : L'Oral et Hardi de Jean-Pierre Verheggen, tournée,
- 2011 :  L'invitation au fromage, avec Vincent Roca, au Festival di mot
- 2011 : Nature aime à se cacher, mise en scène Jacques Bonnaffé, Festival d'Avignon, Théâtre de la Bastille
- 2011 : Ex Vivo-In Vitro, de Jean-François Peyret et Alain Prochiantz, Théâtre national de la Colline
- 2012 : Le Roi du Bois, de Pierre Michon, mise en scène de Sandrine Anglade
- 2013 : Chassez le Naturel, mise en scène de Jacques Bonnaffé, Théâtre de la Bastille
- 2013 : Hannibal de Christian Dietrich Grabbe, mise en scène de Bernard Sobel, Théâtre de Gennevilliers
- 2014 : 36 nulles de salon de Daniel Cabanis mise en scène Jacques Bonnaffé, Théâtre du Rond-Point, tournée
- 2016 : Bovary d'après Gustave Flaubert, mise en scène Tiago Rodrigues, Théâtre de la Bastille
- 2018 : La Fabrique des monstres ou Démesure pour mesure d'après Mary Shelley, mise en scène Jean-François Peyret, Théâtre de Vidy
- 2019 : Duras Platini et autres lectures-spectacle de Mohamed el Khatib.
- 2020 : Kadoc de Rémi De Vos, mise en scène Jean-Michel Ribes, théâtre du Rond-Point
- 2021 : Frontalier de Jean Portante, mise en scène de Frank Hoffman Théâtre national du Luxembourg + Théâtre du Balcon (Avignon off 2022)  et tournée
- 2022 : L'Oral et Hardi de Jean-Pierre Verheggen au Théâtre de la Bastille
- 2022 : Les Vieilles Carettes de Jacques Bonnaffé, mise en scène de l'auteur, monologue itinérant
- 2022 : L'Ange abimé de Sara Stridsberg, mise en lecture de Véronique Bellegarde. Mousson d'été / Théâtre du Rond-Point
- 2024 : Petit guide illustré pour illustre grand guide d'Edouard Elvis Bvouma, mise en scène Sara Amrous au CDN de Rouen - Théâtre des deux rives.
- 2024-2025 : Notre Homère, mise en scène de Jacques Bonnaffé, tournée-feuilleton du chant V de L'Odyssée, traduction d'Emmanuel Lascoux, projet Jacques Vincey, création au programme 2024 du Festival des tragédies aux Arènes de Cimiez (Nice), puis au programme 2024-2025 de la Comédie de Béthune[5]
- 2025 : Le Procès de Jeanne, mise en scène d'Yves Beaunesne, Théâtre des Bouffes du Nord, avec Judith Chemla.
- 2025 : En attendant Godot de Samuel Beckett, mise en scène Jacques Osinski, théâtre des Halles (festival off d'Avignon) puis théâtre de l'Atelier

## Livres audio
- 1999 : Le Joueur de Fiodor Dostoïevski
- 2002 : Matin Brun de Franck Pavloff
- 2003 : Colline de Jean Giono
- 2003 : Discours de la méthode, de René Descartes
- 2004 : Gargantua de François Rabelais
- 2003 : L'Oral et Hardi de Jean-Pierre Verheggen
- 2003 : Poèmes Parlés Marchés de Jacques Darras
- 2002 : Un de Baumugnes de Jean Giono
- 2005 : La Main coupée de Blaise Cendrars
- 2005 : Soie d'Alessandro Barrico
- 2008 : Le Temps haletant de Jacques Prévert
- 2008 : La Chèvre de monsieur Seguin, d'Alphonse Daudet, éditions Didier Jeunesse
- 2010 : L'Homme qui plantait des arbres de Jean Giono
- 2013 : L'Oral et Hardi, éditions Camino Verde, d'après le spectacle et les textes de Jean-Pierre Verheggen
- 2014 : 36 nulles de salon de Daniel Cabanis, éditions Camino Verde, mise en scène Jacques Bonnaffé

## Distinctions

### Honneurs
- 2022 : Nommé Chevalier de l'ordre nationale du Mérite [6]

### Récompenses
- 2016 : Prix du meilleur acteur décerné par l'ACS (Association des critiques de séries) pour le rôle de Monseigneur Poileaux, dans la série Ainsi soient-ils pour Arte.
- 2016 : Prix Raymond-Devos de la langue française

### Nominations
- César du cinéma 1990 : César du meilleur espoir masculin pour La Tentation d'Isabelle
- César du cinéma 1990 : César du meilleur acteur dans un second rôle pour Baptême
- Molières 1991 : Molière du comédien dans un second rôle pour La Fonction
- Molières 2008 : Molière du spectacle seul en scène pour L'Oral et Hardi
- Molières 2009 : Molière du comédien et Molière de la compagnie à la Compagnie faisan pour L’Oral et Hardi de Jean-Pierre Verheggen